# Diakité Fatoumata N'Diaye
Pour les articles homonymes, voir N'Diaye.
Diakité Fatoumata N'Diaye, née en avril 1954 à Bamako, est une femme politique et diplomate malienne. Elle a notamment été ministre de la Santé publique, de l'Action sociale et de la Promotion féminine en 1991, ministre de la Santé, des Personnes âgées et de la Solidarité en 1997 et ministre du Développement social, de la Solidarité et des Personnes âgées entre 2000 et 2002. Elle est ambassadeur du Mali en Tunisie depuis 2017.

## Biographie
Diakité Fatoumata N'Diaye obtient une maîtrise en droit civil à l'université Toulouse I - Capitole en 1976 et un DEA de droit civil à l'université Paris 1 Panthéon-Sorbonne. 
Elle est ministre de la Santé publique, de l'Action sociale et de la Promotion féminine du 16 juillet au 27 décembre 1991.
Elle dirige le Commissariat malien au Tourisme de février à août 1992, et est secrétaire générale adjointe du Gouvernement jusqu'en mai 1993. Elle est ensuite commissaire à la Promotion des femmes de 1995 à septembre 1997.
Elle redevient ministre de la Santé, des Personnes âgées et de la Solidarité en 1997 et ministre du Développement social, de la Solidarité et des Personnes âgées du 21 février 2000 au 25 avril 2002 et du 15 juin 2002 au 16 octobre 2002.
Elle est ensuite Médiateur de la République du Mali d'avril 2002 au 25 avril 2009 puis secrétaire générale du Gouvernement du 29 avril 2009 au 1er janvier 2017. Elle est nommée ambassadeur du Mali en Tunisie en 2017.